# Samrawit Fikru
Samrawit Fikru, née en 1990, est une informaticienne, entrepreneure et femme d'affaires éthiopienne, fondatrice et PDG d'Hybrid Designs, une société de développement de logiciels qui produit l'application de covoiturage la plus populaire du pays, RIDE.

## Biographie
Samrawit Fikru naît à Assella, en Éthiopie, en 1990. Elle obtient un diplôme en ingénierie logicielle au MicroLink Information Technology College en 2004. Elle obtient aussi une licence en informatique à l'école d'informatique et de technologie HiLCoE en 2006. Avant de venir à Addis-Abeba à l'âge de 17 ans, elle n'avait jamais vu ni utilisé d'ordinateur.
Samrawit Fikru fonde la société de développement de logiciels Hybrid Designs en 2014 La même année, Hybrid Designs lanceRIDE, un service de covoiturage par SMS. Il est relancé en tant qu'application mobile avec un centre d'appel de soutien en juillet 2017. RIDE est inspiré par la difficulté que Fikru rencontre en essayant de louer un taxi après des nuits tardives au travail. Elle veut également créer un service pour répondre aux problèmes de sécurité ressentis par elle-même et d'autres personnes en essayant de trouver un taxi, et a développé RIDE pour aider à combler ces lacunes.
En 2020, l'application compte des dizaines de milliers d'utilisateurs et est téléchargée plus de 50 000 fois. L'équipe de développement de l'application est composée à 90 % de femmes. Fikru souhaite inspirer d'autres femmes par son travail :« Les entreprises détenues par des femmes sont de plus en plus nombreuses ; il faut maintenant que davantage de jeunes filles aient accès aux finances pour concrétiser leurs idées créatives. ».
En 2022, Fikru lance Sewasew, une plateforme de streaming pour la musique éthiopienne.

## Distinctions
Le succès de Fikru en tant qu'entrepreneuse technologique et son inspiration pour les jeunes femmes sont reconnus par son inclusion dans la liste des 100 femmes de la BBC en 2022.